# Ptinus explanatus
Ptinus explanatus is een keversoort uit de familie klopkevers (Ptinidae). De wetenschappelijke naam van de soort werd in 1891 gepubliceerd door Charles Adolphe Albert Fauvel.